# Белицкий, Михаил Иванович
Михаил Иванович Белицкий (1928—1987) — бригадир рабочих очистного забоя шахты имени В. И. Ленина треста «Несветайантрацит», Ростовская область, Герой Социалистического Труда.

## Биография
Родился 6 октября 1928 года в посёлке Краснополье, ныне в черте города Брянка Луганской области Украины, в шахтерской семье. Украинец.
С пятнадцати лет работал в шахте: сначала подносчиком инструментов — доставлял в забои, заправленные кузнецом бурильные штанги, потом стал лесогоном.
Отслужив в армии, в 1949 году приехал в город Новошахтинск. Работал в погрузочно-транспортном управлении. В 1954 году перешёл работать на шахту имени В. И. Ленина навалоотбойщиком. Вскоре возглавил комсомольско-молодёжную бригаду. Бригада Белицкого первой на шахте стала бороться за звание бригады коммунистического труда. По его предложению рабочие соревновались как за перевыполнение сменных норм, так и за экономию. Горняки приняли решение ежемесячно добывать сверх нормы четыре тонны угля на каждого, а себестоимость тонны угля снизить на 1,1 рубля. Кроме многих тысяч тонн сверхпланового угля, бригада сэкономила 70 тысяч рублей.
В 1958 году бригада первой из горняцких коллективов Ростовской области выступила инициатором соревнования за повторное использование крепежного лесоматериала в угольных забоях, за снижение себестоимости добычи топлива. Вскоре это соревнование стало массовым.
Избирался делегатом XXI и XXII съездов КПСС, XIII съезда ВЛКСМ. Избирался депутатом Верховного Совета СССР VI-го созыва, членом Ростовского обкома КПСС и бюро Новошахтинского горкома партии, депутатом областного и городского Советов депутатов трудящихся.
Жил в городе Новошахтинск. Умер 31 октября 1987 года.

## Награды
- Указом Президиума Верховного Совета СССР от 28 мая 1960 года за выдающиеся производственные успехи и проявленную инициативу в организации соревнования за звание бригад и ударников коммунистического труда Белицкому Михаилу Ивановичу присвоено звание Героя Социалистического Труда с вручением ордена Ленина и золотой медали «Серп и Молот».
- Награждён орденом Ленина, медалями, знаком «Шахтёрская слава» 1-й степени.